# Wiebe E. Bijker
Wiebe E. Bijker (Delft, Países Bajos, 19 de marzo de 1951) es un ingeniero, filósofo y doctor en Sociología e Historia de la Tecnología por la Universidad de Twente. Junto con Trevor Pinch organizó el seminario que dio lugar a la publicación del libro The Social Construction of Technological Systems: New Directions in the Sociology and History of Technology (Cambridge, MA: MITPress, 1987) señalado como texto fundamental de la nueva sociología de la tecnología. Actualmente dirige el Departamento de Ciencias Sociales y Tecnología en la Facultad de Artes y Cultura de la Universidad de Maastricht.

## Biografía académica
Estudió paralelamente filosofía en la Universidad de Ámsterdam (1974) e ingeniería física en la Universidad Tecnológica de Delft (1976) donde se afilió al movimiento Science-Technology-Society (STS) que impulsó una concienciación sobre los riesgos de la energía nuclear, la proliferación de armas nucleares y la escalada de la degradación ambiental.
En 1975, Bijker compaginó sus estudios de ingeniería física con la docencia en una escuela secundaria en Róterdam, convirtiéndose en coautor de libros de texto y manuales sobre las ciencias físicas. Para ello participó en una serie editorial que integraba temas sociales en la transmisión del conocimiento científico: “Science and Technology Studies”. Este interés por la enseñanza continuó , como lo demuestra el protagonismo de Bijker en diferentes propuestas académicas como el diseño del programa de estudios del Netherlands Graduate School of Science, Technology and Modern Culture (WTMC), el establecimiento de la European Association on Society, Science and Technology (con su programa de maestría europea ESST), desarrollando como profesor una línea diferente de la historia , la filosofía y la sociología de la ciencia en la escuela de medicina de la universidad de Maastricht, y en la creación y dirección del Master of Science in Cultures of Arts, Science and Technology de la Universidad de Maastricht.
En 1981, Bijker inició en la Universidad de Twente un proyecto de investigación basado en el estudio de la relación existente entre el desarrollo de la tecnología y la sociedad. En 1983 y en colaboración con Trevor Pinch realizaron estudios de casos empíricos detallados junto a marcos conceptuales generales creando un nuevo modelo de análisis “la construcción social de la tecnología” (Social Construction of Technology -SCOT). En 1987, la colaboración en un taller con sociólogos de la ciencia e historiadores de la tecnología condujo a Bijker y a Trevor Pinch a la publicación de The Social construction of technological systems: new directions in the sociology and history of technology junto a Thomas Hughes . Esta obra es ampliamente reconocida como principal referente en el comienzo de la nueva sociología de la tecnología, la cual analiza los contenidos del conocimiento tecnológico y el funcionamiento de las máquinas como procesos sociales. En 1992 junto a John Law publicó Shaping Technology / Building Society Studies in Sociotechnical Change. En esta obra amplió el contenido de la nueva sociología de la tecnología para incluir amplias cuestiones sociales y “clásicos” problemas sociológicos como la emergencia del orden social.
En 2006, Bijker recibió el Premio “John Desmond Bernal”, otorgado conjuntamente por la “Society for Social Studies of Science “y el “Thomson Scientific” , por su distinguida contribución en el campo de los estudios de ciencia y tecnología. En 2012, recibió la medalla “Leonardo da Vinci” de la “Society for the History of Technology” (SHOT) otorgada "a una persona que haya hecho una contribución excepcional a la historia de la tecnología, a través de investigación, docencia, publicaciones y otras actividades”.

## Desarrollo multidireccional de la bicicleta

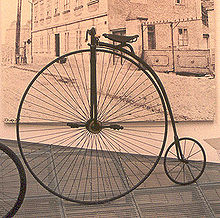
Penny -farthing, Bayliss-Thomson Ordinary 1878

En los Estudios de Ciencia, Tecnología y Sociedad o Estudios Sociales de la Tecnología, el proceso de desarrollo de un artefacto tecnológico es descrito como una alternativa entre variación y selección. Esto resulta en un modelo “multidireccional”, en contraste con los modelos lineales usados en muchos estudios sobre innovación. La perspectiva multidireccional es esencial en muchos estudios de historia de la tecnología a partir del constructivismo social. Aplicado al nivel de posibles variaciones, las variantes eran bastante distintas y también rivales. Frente a la bicicleta Penny-farthing (Ordinary) -1878-, tenemos la Xtraordinary -1978, la Facile -1879- y la Club Safety -1895- que figuran sólo como entretenidas aberraciones que no deben ser tomadas seriamente. Algunas de las bicicletas “ordinarias” eran producidas comercialmente, mientras que la bicicleta Lawson, por ejemplo, que tenía un papel en el modelo lineal fue un fracaso comercial (Woodforde, 1970).
Por el contrario si se adopta un modelo multidireccional es posible cuestionarse por qué alguna variantes “mueren” mientras otras “sobreviven”. Se trata de la parte selectiva del proceso de desarrollo en el que se deben considerar los problemas y las soluciones presentadas para cada artefacto en momentos particulares, aparecen aquí las controversias. Al valorar los problemas relevantes, los grupos sociales implicados en el artefacto y los significados que dichos grupos imprimen al artefacto, adquieren un papel crucial. Otros grupos sociales menos obvios deben ser incluidos en el proceso, en este caso por ejemplo, se deben tener en cuenta “los anticilistas”. Las mujeres, en el caso de este artefacto deben tenerse en consideración como un grupo social relevante -separado- ya que las primeras bicicletas con ruedas muy altas no se suponían para mujeres, por diferentes razones, como el hecho de vestir faldas.
En el caso la bicicleta Ordinary se consideraba consumidores potenciales a los hombres jóvenes de posición y buena condición física, en tanto que su función primaria era el deporte. Esta forma de describir el proceso teniendo en cuenta todos los actores desarrollaba conflictos tales como la velocidad o la seguridad del artefacto., centrado en cada grupo social: seguridad -ruedas altas o bajas-, conflictos morales -su uso por parte de las mujeres-. El proceso necesita una estabilización, en el caso de la bicicleta Safety duró 19 años -1879,1898-. El modelo fue desarrollado a partir de una serie de estudios de caso y no a partir un mero análisis teórico y filosófico. Este modelo hace algo más que describir el desarrollo tecnológico, le otorga su carácter multidireccional. Existe flexibilidad en el modo de diseñar los artefactos, no se existe un único o mejor modo para diseñar un artefacto.
En la aplicación del neumático con cámara, para algunos era un modo de solucionar el problema de la vibración, para otros una forma de ganar velocidad, mientras para otros, el hecho de hacer ruedas más bajas suponía un mayor riesgo para la seguridad -inestabilidad-. En 1896 cuando la bicicleta de neumáticos con cámara se estabilizó como segura, aún se vendían cuadros con amortiguadores como solución al problema de las vibraciones. Podemos observar así la flexibilidad interpretativa del artefacto y un camino de diferentes métodos posibles, y sobre todo teniendo en cuenta que distintos grupos sociales poseen interpretaciones radicalmente distintas de un artefacto tecnológico. El significado de las bicicletas con ruedas altas mostraba la bicicleta como viril y de alta velocidad, mientras que para grupos de mujeres y hombres ancianos significaba inseguridad. Esto sumado a discordancias entre el diámetro de ambas ruedas, el cuadro y la posición del ciclista, llevó a disminuir la rueda frontal, hacer retroceder el asiento y llevar la horquilla frontal a una posición menos vertical. La clausura de un artefacto tecnológico significa la “desaparición” de problemas, no el sentido estricto de solvencia de tales, sino en la concepción de los grupos sociales relevantes de dicha solución. Hemos podido observar en este proceso los distintos significados que pueden construir las diferentes líneas de desarrollo de una tecnología vinculando el contenido de un artefacto tecnológico a un medio sociopolítico.

## Selección de publicaciones

### Libros
- Bijker, W. E., Hughes, T. P., & Pinch, T. (Eds.). (1987). The Social Construction of Technological Systems. New Directions in the Sociology and History of Technology. Cambridge, MA: MIT Press.
- Bijker, W. E., & Law, J. (Eds.). (1992). Shaping Technology / Building Society. Studies in Sociotechnical Change. Cambridge, MA: MIT Press.
- Bijker, W. E. (1995). Of Bicycles, Bakelites and Bulbs. Toward a Theory of Sociotechnical Change. Cambridge, MA: MIT Press.
- Bijker, W. E. (1998). La bicicletta e altre Innovazioni. Milano: McGraw-Hill Libri Italia.
- Lieshout, M. v., Egyedi, T. M., & Bijker, W. E. (Eds.). (2001). Social Learning Technologies: The Introduction of Multimedia in Education. Aldershot: Ashgate.
- Bijker, W. E., & Peperkamp, B. (2002). Geëngageerde geesteswetenschappen. Perspectieven op cultuurveranderingen in een digitaliserend tijdperk. Den Haag: Adviesraad voor Wetenschaps- en Technologiebeleid.
- Bal, R., Bijker, W. E., & Hendriks, R. (2002). Paradox van wetenschappelijk gezag. Over de maatschappelijke invloed van adviezen van de Gezondheidsraad, 1985-2001. Den Haag: Gezondheidsraad.
- Shrum, W., Benson, K.R., Bijker, W.E., and Brunnstein, K. (eds.) (forthcoming in 2006). Past, Present, and Future of Research in the Information Society. Dordrecht: Kluwer Academic Publishers.

### Artículos
- Aibar, E., & Bijker, W. E. (1997). Constructing a City: The Cerdà Plan for the Extension of Barcelona. Science, Technology & Human Values, 22(1), 3-30.
- Bal, R., Bijker, W. E., & Hendriks, R. (2004). Democratisation of scientific advice. British Medical Journal, 329, 1339-1341.
- Bijker, W. E. (2002). The Oosterschelde Storm Surge Barrier. A Test Case for Dutch Water Technology, Management, and Politics. Technology & Culture, 43, 569-584.
- Bijker, W. E. (2006). Why and How Technology Matters. In Goodin, R. E. & C. Tilly (Eds.), Oxford Handbook of Contextual Political Analysis (pp. 681-706). Oxford: Oxford University Press.
- Bijker, W. E. (2006). The Vulnerability of Technological Culture. In Nowotny, H. (Ed.), Cultures of Technology and the Quest for Innovation (pp. 52-69). New York: Berghahn Books.
- Bijker, W. E. (2007). American and Dutch Coastal Engineering: Differences in Risk Conception and Differences in Technological Culture. Social Studies of Science, 37(1), 143-152.
- Bijker, W. E. (2007). Dikes and Dams, Thick with Politics. Isis, 98, 109-123.